# Coupe des nations de rink hockey 1987
Navigation
Coupe des nations 1984 Coupe des nations 1989
La Coupe des nations de rink hockey 1987 est la 51e édition de la compétition. La coupe se déroule durant le mois de mars 1987 à Montreux.

## Déroulement
La compétition se compose d'un championnat à 9 équipes.

## Résultats
|   | Équipes     | Pts | J | V | E | D | BM | BE | DB  |
| - | ----------- | --- | - | - | - | - | -- | -- | --- |
| 1 | Portugal    | 15  | 8 | 7 | 1 | 0 | 45 | 11 | 34  |
| 2 | Argentine   | 12  | 8 | 4 | 4 | 0 | 31 | 10 | 21  |
| 3 | États-Unis  | 9   | 8 | 2 | 5 | 1 | 21 | 19 | 2   |
| 4 | Allemagne   | 9   | 8 | 4 | 1 | 3 | 25 | 27 | -2  |
| 5 | Vilanueva   | 8   | 8 | 3 | 2 | 3 | 19 | 25 | -6  |
| 6 | Montreux HC | 7   | 8 | 2 | 3 | 3 | 16 | 14 | 2   |
| 7 | Mozambique  | 5   | 8 | 2 | 1 | 5 | 17 | 22 | -5  |
| 8 | Angola      | 4   | 8 | 1 | 2 | 5 | 9  | 18 | -9  |
| 9 | France      | 3   | 8 | 1 | 1 | 6 | 12 | 49 | -37 |

|             |     | Argentine |      | Portugal | Allemagne | France | Angola | Mozambique | États-Unis |
| ----------- | --- | --------- | ---- | -------- | --------- | ------ | ------ | ---------- | ---------- |
| Montreux HC |     |           |      |          |           |        |        |            |            |
| Argentine   | 2-2 |           |      |          |           |        |        |            |            |
| Vilanueva   | 1-1 | 0-5       |      |          |           |        |        |            |            |
| Portugal    | 2-0 | 2-2       | 10-3 |          |           |        |        |            |            |
| Allemagne   | 3-2 | 0-4       | 6-5  | 0-7      |           |        |        |            |            |
| France      | 2-5 | 1-11      | 0-4  | 1-14     | 0-6       |        |        |            |            |
| Angola      | 0-3 | 1-1       | 1-2  | 1-3      | 3-5       | 1-3    |        |            |            |
| Mozambique  | 2-1 | 1-3       | 1-3  | 2-3      | 3-2       | 4-4    | 0-1    |            |            |
| États-Unis  | 2-2 | 3-3       | 1-1  | 2-4      | 3-3       | 4-1    | 1-1    | 5-4        |            |

## Classement final
| Classement | Équipes     |
| ---------- | ----------- |
|            | Portugal    |
|            | Argentine   |
|            | États-Unis  |
| 4          | Allemagne   |
| 5          | Vilanueva   |
| 6          | Montreux HC |
| 7          | Mozambique  |
| 8          | Angola      |
| 9          | France      |

| Vainqueur du tournoi de Montreux 1987 |
| ------------------------------------- |
| Portugal 12°                          |